# Danh sách bãi biển ở Việt Nam

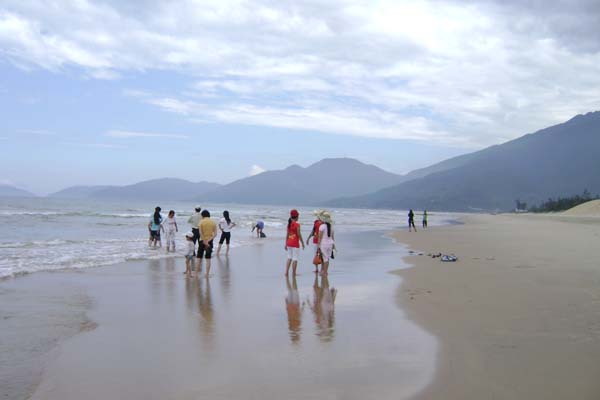
Một bãi biển tại Lăng Cô, Thừa Thiên Huế

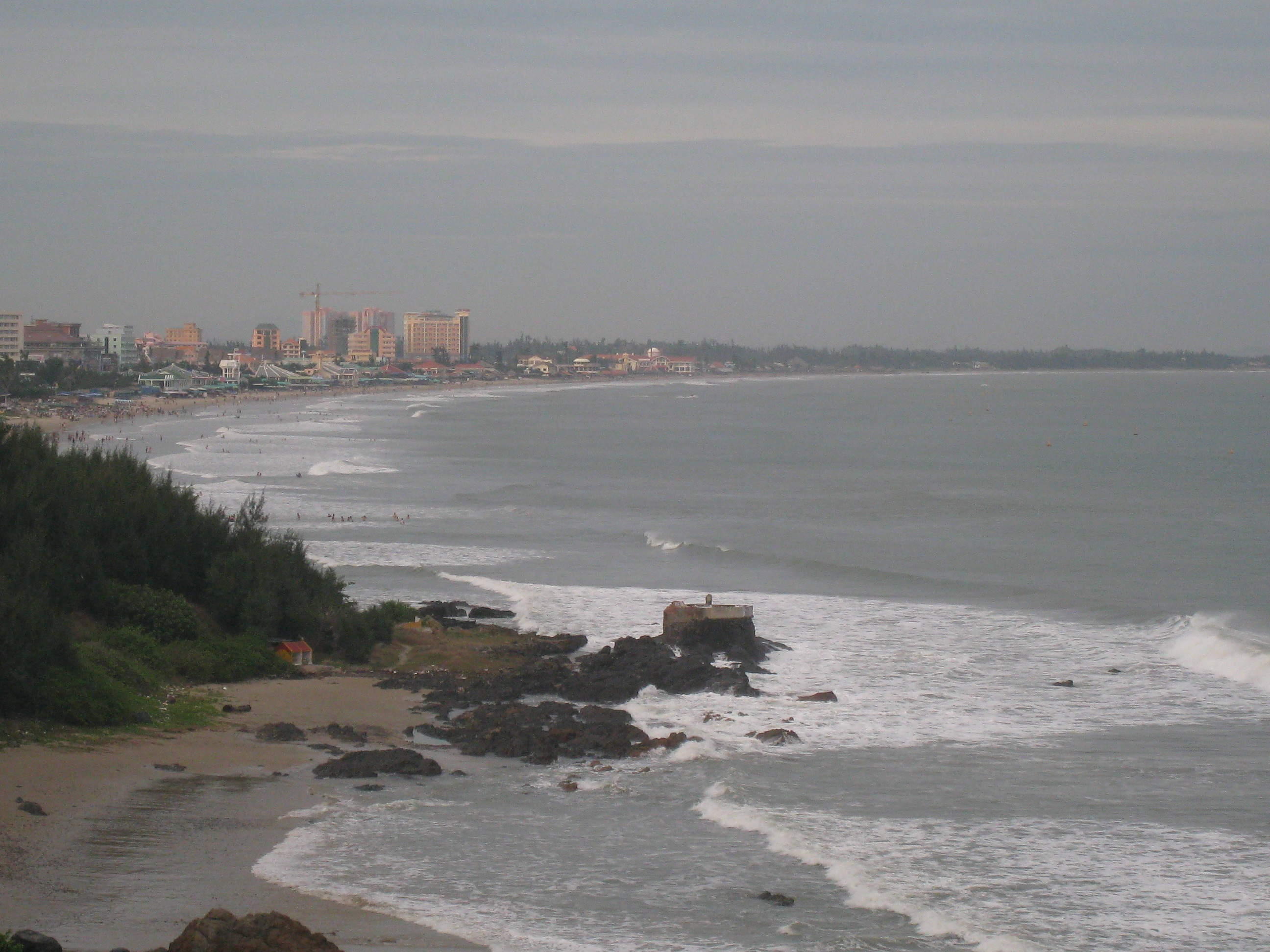
Bãi Sau, Vũng Tàu

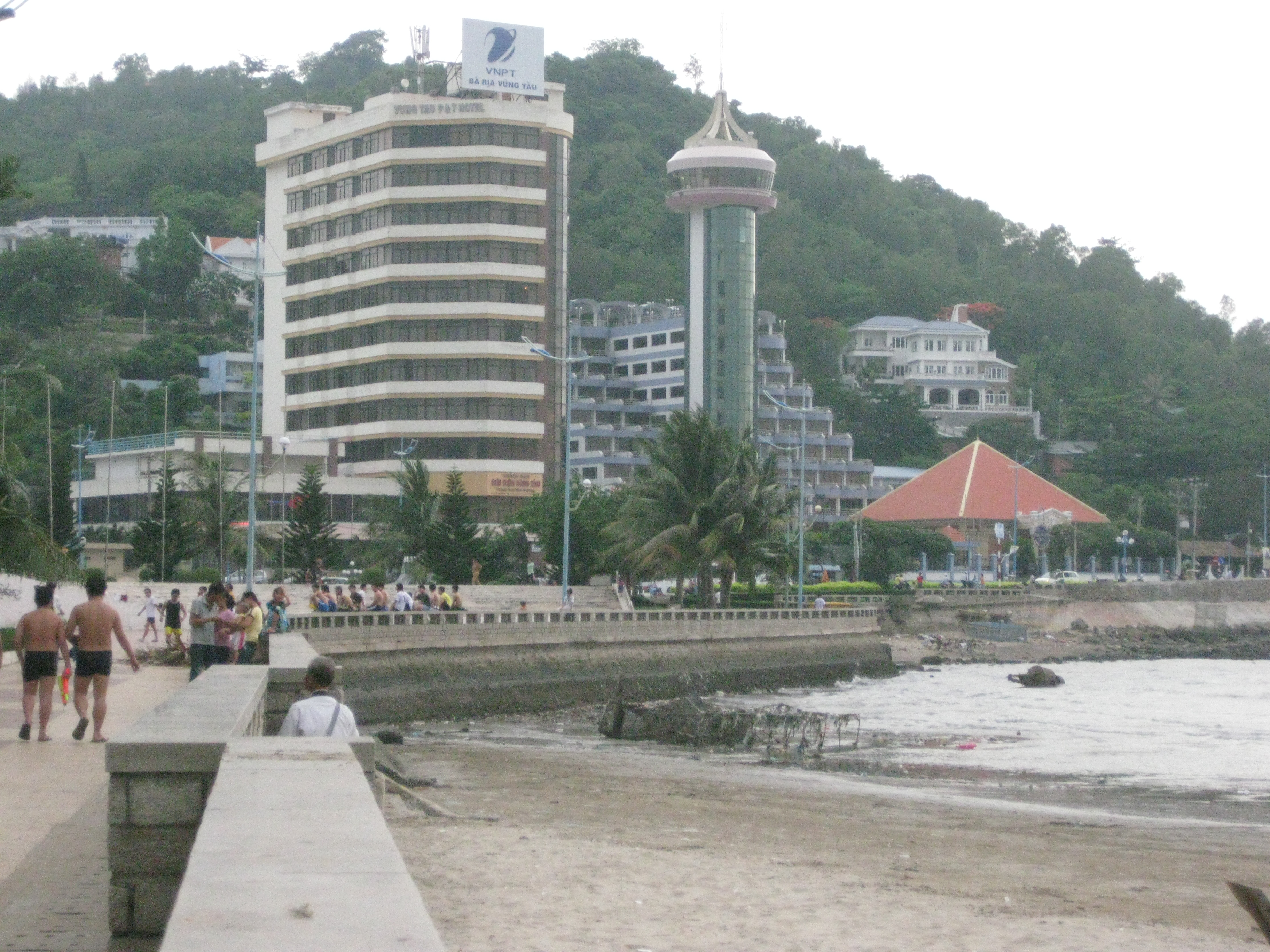
Bãi Trước, Vũng Tàu

Đây là Danh sách bãi biển ở Việt Nam, trang này liệt kê các Bãi biển ở Việt Nam, các bãi tắm có thể đã, đang và sẽ phục vụ du lịch dọc bờ biển Việt Nam, là một hệ thống gồm nhiều bãi nằm trải dài từ Bắc vào Nam. Việt Nam có bờ biển dài hơn 3.400 km.
Những bãi biển chính, tính từ Móng Cái (Quảng Ninh) vào Hà Tiên (Kiên Giang) gồm:

## Miền Bắc
| - Thành phố Hải Phòng - Cát Bà - Đồ Sơn: cách thành phố 18 km. - Hòn Dáu - Tỉnh Quảng Ninh - Trà Cổ: nằm cạnh thành phố Móng Cái. - Vân Đồn: đảo Vân Đồn, qua cầu Cửa Ông tại thị trấn Cửa Ông - Bãi Cháy: nằm tại thành phố Hạ Long - Tuần Châu: nằm tại thành phố Hạ Long |  | - Tỉnh Thái Bình - Đồng Châu - Tỉnh Nam Định - Quất Lâm - Hải Thịnh - Tỉnh Ninh Bình - Bãi Ngang - Cồn Nổi |  |  |

## Miền Trung
| - Tỉnh Thanh Hoá - Hải Tiến: thuộc các xã Hoằng Tiến, Hoằng Thanh - Sầm Sơn: thuộc phường Sầm Sơn - Tiên Trang: thuộc xã Tiên Trang - Hải Hòa: thuộc phường Tĩnh Gia - Nghi Sơn: thuộc phường Nghi Sơn - Tỉnh Nghệ An - Quỳnh - Diễn Quỳnh - Diễn Thành huyện Diễn Châu - Nghi Thiết huyện Nghi Lộc - Cửa Lò - Tỉnh Hà Tĩnh - Xuân Yên - Xuân Thành - Cửa Sót - Thạch Bằng - Thiên Cầm - Đèo Con: cuối địa phận tỉnh Hà Tĩnh - Tỉnh Quảng Bình - Đá Nhảy - Nhật Lệ: thành phố Đồng Hới - Bảo Ninh: qua cầu Nhật Lệ, thành phố Đồng Hới - Tỉnh Quảng Trị - Cửa Tùng: huyện Vĩnh Linh - Cửa Việt: huyện Gio Linh - Cồn Cỏ: huyện đảo Cồn Cỏ - Mỹ Thủy: 14 km từ thị trấn Hải Lăng - Thành phố Huế - Thuận An - Chân Mây - Lăng Cô |  | - Thành phố Đà Nẵng - Hải Vân - Sơn Trà - Bãi Bụt - Bãi Rạng - Mỹ Khê - Thanh Bình - Tỉnh Quảng Nam - Hà My - Cửa Đại - Cù Lao Chàm - Tỉnh Quảng Ngãi - Mỹ Khê - Sa Huỳnh - Tỉnh Bình Định - Bãi Dài - Bãi Dại: km16 đường tránh đèo Cù Mông từ Quy Nhơn đi về phía Nam - Bãi Xép - Nhơn Lý - Tỉnh Phú Yên - Bãi Môn - Mũi Điện - Tuy Hòa - Tỉnh Khánh Hoà - Bãi Dài (Vân Phong) - Hòn Ông - Sơn Đừng - Đại Lãnh - Dốc Lết - Ninh Vân - Hòn Chồng - Nha Trang - Bãi Dông(trên đèo Cù Hin) - Bãi Dài (Cam Ranh) - Bình Lập - Hòn Tre - Hòn Tằm - Hòn Thị - Hòn Lao - và nhiều đảo nhỏ khác - Tỉnh Ninh Thuận - Cà Ná - Ninh Hải - Thái Bình - Tỉnh Bình Thuận - Mũi Né - Phan Thiết - Hòn Rơm - Phan Thiết - Đồi Dương - Phan Thiết - Mũi Kê Gà - Hàm Thuận Nam - Thuận Quý - Hàm Thuận Nam |  |  |

## Miền Nam
| - Tỉnh Bà Rịa-Vũng Tàu - Bãi Sau (Thùy Vân hay Thùy Dương), Vũng Tàu - Bãi Trước (Tầm Dương), Vũng Tàu - Bãi Dâu, Vũng Tàu - Bãi Dứa, Vũng Tàu - Nghinh Phong (Vọng Nguyệt), Vũng Tàu - Chí Linh, Vũng Tàu - Lộc An, Xuyên Mộc - Suối Ồ, Xuyên Mộc - Hồ Cốc, Xuyên Mộc - Hồ Tràm (Thuận Biên), Xuyên Mộc - Long Hải, Long Điền - Thành phố Hồ Chí Minh - Cần Giờ - Tỉnh Tiền Giang - Tỉnh Bến Tre - Tỉnh Trà Vinh - Ba Động |  | - Tỉnh Sóc Trăng - Tỉnh Bạc Liêu - Tỉnh Cà Mau - Khai Long - Tỉnh Kiên Giang - Mũi Nai - Hà Tiên - Phú Quốc - Hòn Chông - Bình An - Bãi Dương - Bình An |  |  |